# Auferstehungskapelle (Roßbach)

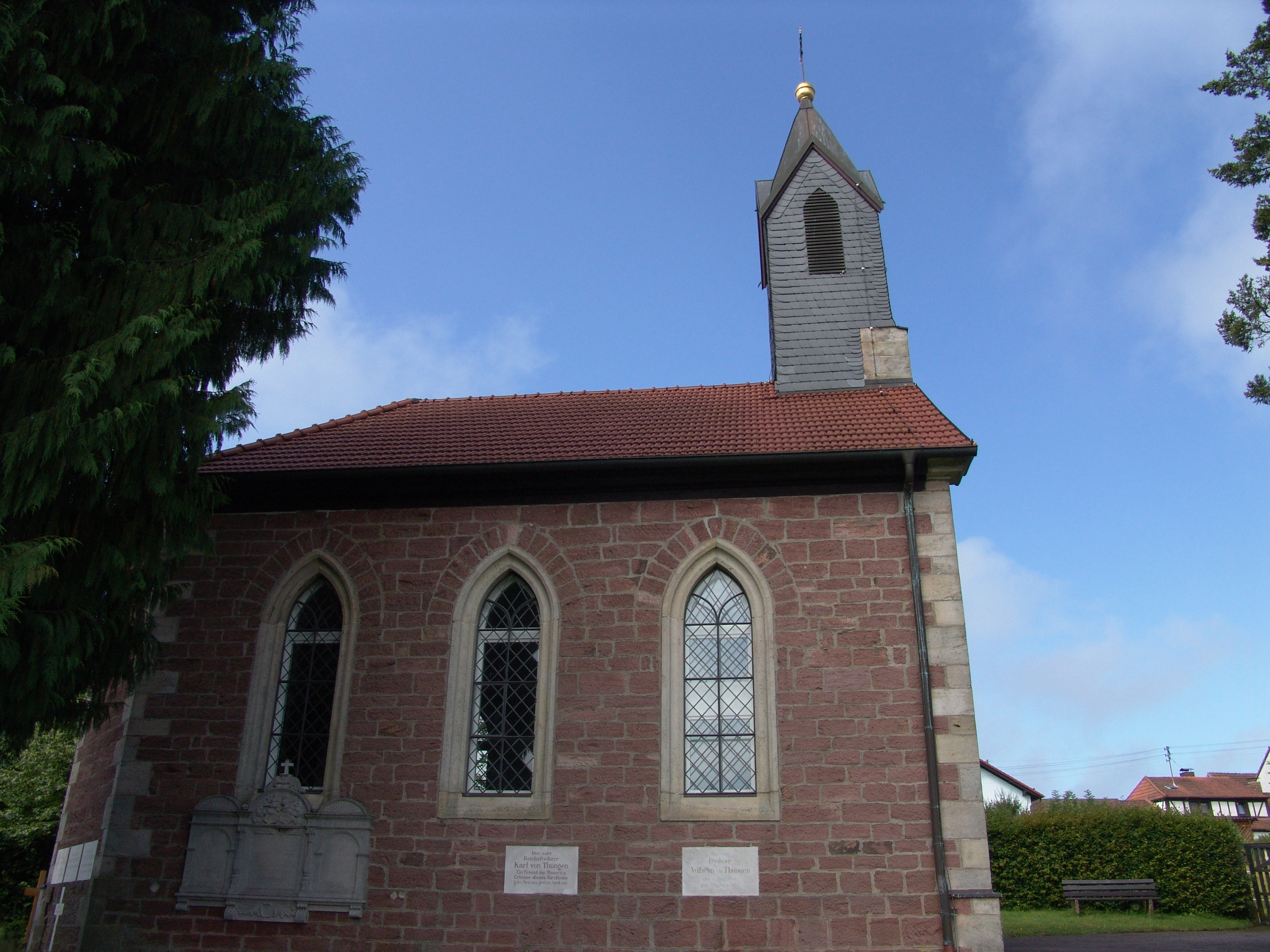
Die Kapelle in Roßbach

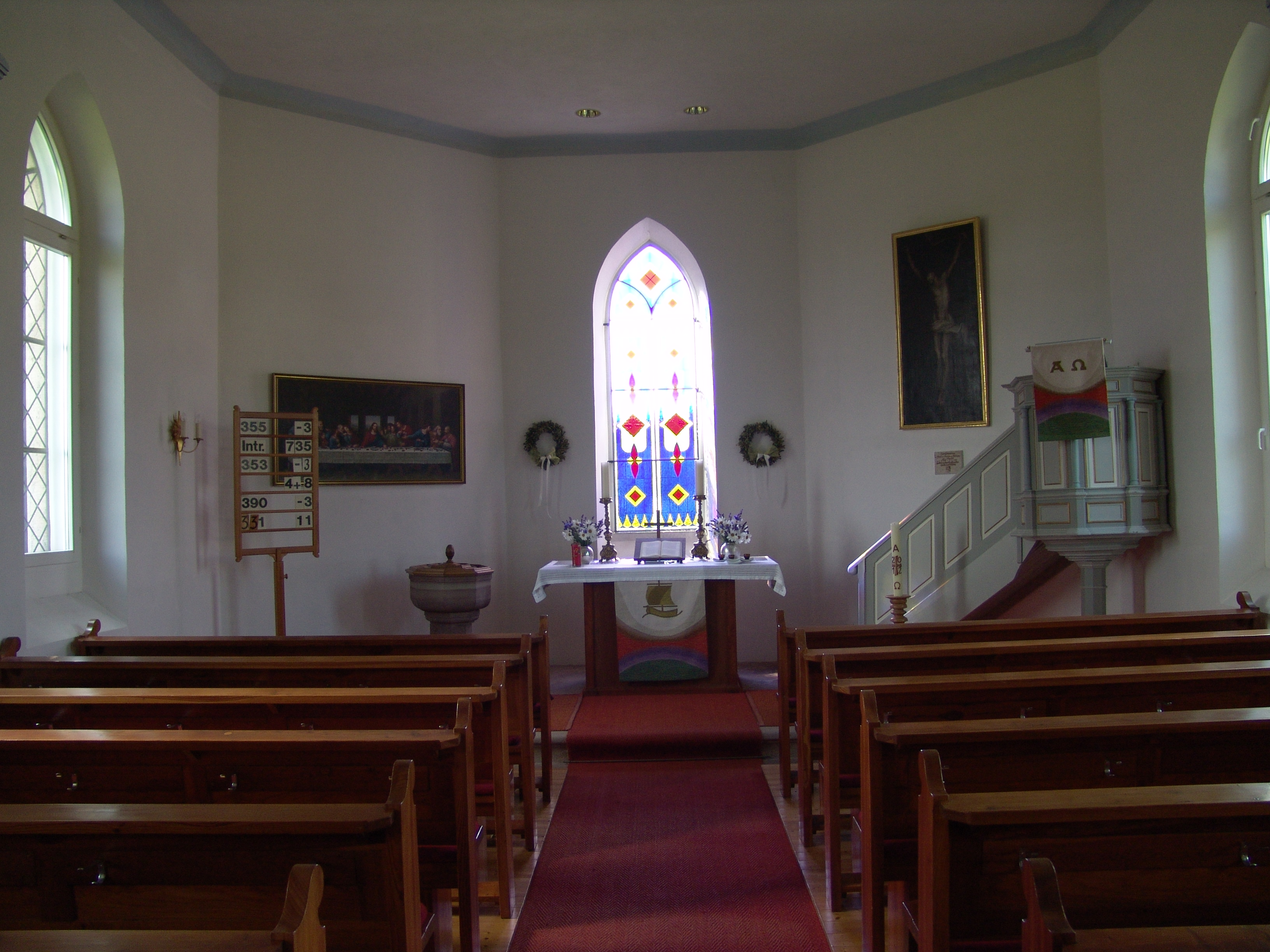
Innenraum der Kapelle

Die evangelisch-lutherische Auferstehungskapelle ist die Kapelle von Roßbach, einem Ortsteil von Zeitlofs im unterfränkischen Landkreis Bad Kissingen. Die Kirchengemeinde ist Teil der Pfarrei Zeitlofs im Dekanat Lohr am Main. Die Kapelle gehört zu den Baudenkmälern von Zeitlofs und ist unter der Nummer D-6-72-166-18 in der Bayerischen Denkmalliste registriert.

## Geschichte
In Roßbach, einer Filiale der seit 1453 selbständigen Pfarrei Zeitlofs, wurde im Jahr 1553 die Reformation eingeführt. Die Kapelle, die auch den Freiherrn von Thüngen als Grabkapelle diente, wurde im Jahr 1888 im neugotischen Stil erbaut.

## Beschreibung und Ausstattung
Die Kapelle ist ein einfacher Bau mit Dachreiter im Westen und Drei-Achtel-Chor im Osten. Die Fenster der Kapelle sind spitzbogig. Vor dem farbigen Chorfenster steht ein einfacher Altartisch. Links davon ist der Taufstein, rechts auf einer Säule die Kanzel aufgestellt. An den Chorwänden hängen zwei Gemälde, eine Kopie des Abendmahls von Leonardo da Vinci und eine Darstellung des gekreuzigten Christus. Die Empore, deren Brüstung wie die Kanzel in grau gehalten ist, befindet sich an der westlichen Wand. Auf ihr steht die Orgel.